# Geheimbund
Geheimbünde, Geheimgesellschaften oder auch arkane Gesellschaften (abgeleitet von lateinisch arcanum „Geheimnis“), vor allem im politischen Bereich auch klandestine Gesellschaften oder klandestine Gruppen, sind Organisationen oder Vereinigungen, die ihre Mitglieder, ihre Ziele oder ihre Tätigkeit vor ihrer sozialen Umwelt geheim halten. Sie unterscheiden sich nach Entstehung, Organisationsform und Ausrichtung voneinander. Allen Geheimbünden gemeinsam ist der Besitz sie charakterisierender „Geheimnisse“, die keinem Außenstehenden bekannt gemacht werden dürfen, und die Verfolgung verschiedener Interessen, die etwa von aufklärerischen, esoterischen, politischen oder kriminellen Zielen motiviert sein können.
Die Geheimhaltung kann sich auf alle oder nur einige der sie betreffenden Aspekte erstrecken, wie Namen und Anzahl der Mitglieder, die hierarchische Gliederung, Absichten und Ziele, Aktivitäten, Treffpunkte, Aufnahme- und Übergangsriten, Glauben, Dokumente und eine zumeist symbolische Geheimsprache. Seit dem 19. Jahrhundert entstanden politische, meist kämpferische Geheimbünde und terroristische Untergrund- und Partisanenbewegungen verschiedenster Zielrichtung mit bis zu Terror und Mord reichenden Methoden.
Geheimbünde sind auch verbreitet Gegenstand gesellschaftlicher Imaginationen in Verschwörungstheorien und der Popkultur.

## Begriff
Wesentliches Kriterium von Geheimbünden ist eine starke Abschottung in Zielen, Strukturen und Tätigkeit gegenüber der sozialen Umwelt. Geheimbünde sind nicht auf bestimmte Zeitepochen, Regionen oder Kulturen beschränkt. Sie vertreten oder vertraten oftmals Inhalte und Ziele, die den gesellschaftspolitischen Normen der jeweiligen Zeit in einem jeweiligen Land widersprechen oder sich ihnen widersetzten. Darunter waren auch revolutionäre, in der Neuzeit auch demokratische, sozialistische, kommunistische und anarchistische Vereinigungen.
Dabei sind die politischen, rein weltliche Ziele verfolgenden, exoterische Lehren verbreitenden Geheimbünde von den esoterischen Geheimbünden zu unterscheiden, die überlieferte, erdachte oder unter „göttlichem Einfluss“ eines „Erleuchteten“ verkündete Lehren verbreiten.

### Geheimhaltung und Hierarchie
Die Geheimhaltung kann etwa die Anzahl und Namen der Mitglieder, die verfolgten Ziele und Absichten, Aktivitäten, Versammlungsorte, Riten und Schriftstücke betreffen. Geheim ist nicht in erster Linie die Vereinigung selbst, sondern das von ihr geheim gehaltene Wissen. Es gibt Bünde und Gruppen mit einer hierarchisch gestaffelten Einweihungsstruktur und bestimmten Aufnahme- und Übergangsriten, bei denen des Öfteren nur die Einweihungsinhalte innerhalb der „höheren“ Grade geheim gehalten werden, mitunter weil diese missverstanden oder, wie die sexualmagischen Lehren und Rituale einiger neomagischer Orden, anstößig erscheinen könnten. In anderen Geheimbünden dient die Geheimhaltung als Schutz vor anderen, wenn etwa die Mitglieder vom Bekanntwerden ihrer Mitgliedschaft Nachteile zu befürchten hätten; sie kann auch vor Profanierung schützen, also der Entweihung von Ritualen oder Symbolen, die auf Außenstehende pathetisch oder lächerlich wirken.
Die stufenweise Einweihung der Mitglieder in das Geheimnis und die damit verbundene notwendig steile Hierarchie haben nach der deutsch-amerikanischen politischen Theoretikerin Hannah Arendt Geheimgesellschaften gemeinsam mit totalitären Bewegungen, die kein Geheimnis schützen würden, sondern ihren irrationalen Kern vor dem Eindringen der Vernunft. Arendt spricht von der „Zwiebelstruktur“ solcher Gruppierungen: Demnach gebe es stets eine innere Führungsgruppe, die Kader, darum herum die normalen Angehörigen der Partei und ihrer angeschlossenen Organisationen, und um diese herum die Sympathisanten der Bewegung.

### Ursprünge
Geheimbünde als organisierte Träger geheimer Lehren sind so alt wie die menschliche Kultur. Bereits in vorchristlicher Zeit existierten kultische Geheimbünde und Mysterienkulte, die durch Mythen, Maskerade, Geheimriten und Kultfeiern versuchten, Verbindung zu numinosen Wesenheiten aufzunehmen. Die Verpflichtung, Kultgebräuche geheim zu halten, existierte auch im frühen Christentum. So wurden in der Spätantike vor Ungetauften die Taufe und das Taufbekenntnis, der Brauch des Abendmahls und das Vaterunser geheim gehalten. Es gab aber keine allgemein anerkannte Festlegung des Umfangs der Geheimhaltungspflicht, und von Strafbestimmungen für den Fall einer Übertretung ist nichts bekannt.
Historisch berufen sich heutige Geheimgesellschaften der westlichen bzw. christlichen Kulturen mitunter auf die Gralsritter, die Templer, die Freimaurer, die Rosenkreuzer oder den Illuminatenorden. Darüber hinaus gibt es christliche geheime Laienbruderschaften mit beschränktem Gelübde wie das Opus Dei oder den Orden vom Goldenen Vlies. Einige Geheimgesellschaften des 18. Jahrhunderts übernahmen Konzepte des Neuplatonismus der Renaissance, insbesondere das eines gestuften Aufstiegs zur Erkenntnis.

### Projektionen
Es kommt auch vor, dass einer bestimmten Gruppe, die in Wahrheit offen auftritt und deren Ziele allgemein bekannt sind, unterstellt wird, ein Geheimbund zu sein, der insgeheim ganz andere Ziele verfolge. Häufig sind diese Gruppen Gegenstand von mit erheblichem imaginativem Aufwand ausgeschmückten Verschwörungstheorien. Objekt solcher Projektionen waren oder sind etwa die Freimaurer, die Jesuiten, Opus Dei, die Juden und zum Teil Scientology. Hierher gehören auch gänzlich fiktive Gruppen, an deren Existenz zum Teil geglaubt wurde, wie etwa die Hexen, zum Teil ist sich die Gesellschaft bewusst, dass es sich um reine Imaginationen handelt, wie bei Vampiren oder der Organisation SPECTRE aus den James-Bond-Filmen. Nach dem Religionswissenschaftler Marco Frenschkowski stellen Erzählungen über solche Geheimbünde in beiden Fällen „eine Angst der Moderne dar, dass die überschaubare, rational geordnete (eventuell – in der jüngeren Vergangenheit – demokratisch verantwortete) Gesellschaft nur eine Maske für andere Machtverhältnisse sein könnte“.

## „Geheimlehren“ und Geheimwissen
Bei Geheimbünden als Träger einer „Geheimlehre“ spricht man allgemein von einer esoterischen Lehre, die nur wenigen in einem inneren Kreis bekannt und zugänglich ist. Der Verrat von esoterischem Geheimwissen wurde in früheren Zeiten, abhängig von der äußerlichen Machtposition der betroffenen Geheimgesellschaft, graduell sehr unterschiedlich bestraft. Heute ist es ungefährlich, sich das Wissen eines Geheimbundes anzueignen, und ein Verrat von Geheimnissen hat lediglich eine nach außen unwirksame moralische Verurteilung durch die „verratene“ Gemeinschaft zur Folge. Das Wissen der gegenwärtigen Geheimgesellschaften ist häufig durch entsprechende materielle Leistungen käuflich zu erwerben, wodurch der Begriff „geheim“ weitgehend als Lockmittel für spekulative und kommerzielle Machenschaften zweckentfremdet wurde.
Bei profanem Geheimwissen handelt es sich um Geheimnisse, die einem anderen nicht mitgeteilt werden dürfen. Ungerechtfertigte Mitteilungen darüber gelten als unehrenhaft und verräterisch. Profane Geheimnisse gehören meist zu den Anliegen politischer Geheimbünde.

## Geheimbünde in Geschichte und Gegenwart

### 18. Jahrhundert: Aufkommen aufklärerischer und gegenaufklärerischer Geheimgesellschaften
Im Zeitalter der Aufklärung entfaltete sich im Zuge des „Strukturwandels der Öffentlichkeit“ (Jürgen Habermas) ein reges Vereinsleben jenseits der vormodernen Vergesellschaftungsformen von Hof und Kirche, das in Teilen in Form von Geheimbünden ablief. Als Ursache für die verbreitete Arkanpraxis sind vor allem die Repressionen des absolutistischen Staates zu nennen, dem alle Treffen verdächtig waren, in denen eine die Ständegesellschaft transzendierende Gleichheit und eine das staatliche Deutungsmonopol missachtende freie Meinungsäußerung praktiziert wurden. Der deutsche Philosoph Immanuel Kant schrieb 1793, Staaten eigne stets ein Element des Gehorsams und eines der Freiheit, das den Anspruch auf Gehorsam vernunftgemäß begründe. Dessen Fehlen (etwa im Absolutismus) sei „die veranlassende Ursache aller geheimen Gesellschaften“. Nach Reinhart Koselleck ist die Scheidung von privaten und „etatistischen“, also der Kontrolle des Staates unterliegenden Lebensbereichen, die im 18. Jahrhundert um sich griff, für die Entstehung des Geheimnisses konstitutiv. Das Spannungsfeld zwischen der Aufklärung, die alles Wissen an die Öffentlichkeit bringen und dort kritisierbar machen wolle, und der Geheimhaltung, die dieses Wissen und diese Kritik vor dem Zugriff des Staates zu schützen trachtete, sei „bereits an der Wurzel des absolutistischen Staates angelegt“.

#### Freimaurer
Die Logen der Freimaurer entstanden im frühen 18. Jahrhundert in England; seit 1737 sind sie auch in Deutschland weitverbreitet. Es handelt sich um bürgerliche Vereine, in denen sich die esoterische Symbolik eines Mysterienkults und eine strikte Hierarchie von mindestens drei, im 18. Jahrhundert aber auch von bis zu 60 Graden mit einer demokratischen Praxis und einer prinzipiellen Gleichheit aller Mitglieder verbinden, die sich gegenseitig als Brüder bezeichnen. Hinzu kommt eine humanistische weltbürgerliche Ethik und der Anspruch, an der Vervollkommnung seiner selbst und der Welt zu arbeiten. Politische Diskussionen sind zwar traditionell verboten, doch erlaubte der Geheimbetrieb der Logen und die Pflicht zur Verschwiegenheit, bei den sich an die Kulthandlungen anschließenden geselligen Treffen, im 18. Jahrhundert auch heikle Themen anzuschneiden. Trotz ihres ersatzreligiösen Obskurantismus und der Gehorsamspflicht gegenüber „Unbekannten Oberen“, die bis zum Ende der Strikten Observanz 1782 weit verbreitet waren, gelten die Freimaurer des 18. Jahrhunderts als Verbreiter einer bürgerlichen Aufklärungsmentalität. Freimaurer-Geheimbünde spielten auch in der Politik eine beachtliche Rolle und wurden in der zweiten Hälfte des 18. Jahrhunderts in Europa zu einem bestimmenden Element von Aufklärung und politischer Neuordnung. Viele Freimaurer engagierten sich im Kampf um die Rechte des Bürgertums gegen den Staat und sympathisierten mit den Idealen der Französischen Revolution. Obschon die Forschung die Bruderschaft der Freimaurer als Geheimgesellschaft bezeichnet, weil sie ein Geheimnis hüten möchte, lehnen heutige Freimaurer diese Bezeichnung ab, um Angriffen, Vorwürfen oder Verschwörungsdenken entgegenzutreten. Das Gelöbnis zur Wahrung der Geheimhaltung wird in der Freimaurerei als ein wichtiges Erziehungsmittel interpretiert. Der Geheimhaltung unterliegen die Ritualtexte, die in den Einweihungsritualen vermittelten Erkennungsmittel (Wörter, Handgriffe und Zeichen) und die besonderen Umstände der Initiationen.

#### Strikte Observanz
Die Strikte Observanz war ein von 1751 bis 1782 bestehendes elitäres Hochgradsystem innerhalb der Freimaurerei, das vom Gebot unbedingten Gehorsams gegenüber angeblich „Unbekannten Oberen“ ausging und die nicht belegbare Auffassung vertrat, dass die Freimaurerei in Wirklichkeit auf die Templertradition zurückgeht. Schon bald rechneten sich bis zu einem Drittel der aktiven deutschen Freimaurer und des benachbarten Auslands dieser Richtung zu. Die Strikte Observanz war in machtpolitische und ökonomische Ränkespiele verstrickt, quasi-militärisch organisiert und übernahm statt des aufklärerischen, den restaurativen und elitären Part ständepolitischer Interessen.

#### Illuminatenorden
Der Illuminatenorden war der erste moderne, konspirativ agierende Geheimbund mit eindeutig definierten politischen Zielen. Er wurde 1776 von Adam Weishaupt gegründet und war ein radikalaufklärerischer Ausläufer der politischen Freimaurerei. Weishaupt ging von einer Verschwörung ehemaliger Jesuiten und Rosenkreuzer gegen die Aufklärung aus. Der Geheimbund grenzte sich klar von der rosenkreuzerischen „Unterwanderung“ der Freimaurerlogen ab und hatte mit dem Illuminismus oder christlichen Mystikern nichts zu tun.
In seiner weltbürgerlich-republikanischen Orientierung zielte der Orden auf eine radikale politische Umsetzung der rationalistischen französischen Aufklärungsphilosophie und folgte der Vision einer politischen Ordnung ohne Privateigentum und ohne Autoritäten wie Könige und Priester. In letzter Konsequenz anarchistisch orientiert, wollte der Orden als streng hierarchisierte Kader seine Ziele durch die Taktik des „Marsch durch die Institutionen“ des Staates erreichen, um ihn so zu übernehmen und überflüssig zu machen. Unter dem 1780 beigetretenen Freimaurer Knigge kam es zu einer Neuordnung des Ordens und einer Ausdehnung des Wirkens auf Nord- und Westdeutschland und das europäische Ausland. Es gelang jedoch nicht unter gemäßigten Freimaurern oder Politikern nennenswert Anklang zu finden. Gegenseitige Denunziationen führten am 22. Juni 1784 zu einem Verbot des rund 1400 Mitglieder zählenden Ordens durch den bayerischen Kurfürsten Karl Theodor. Ein Fortbestand des Ordens über 1785 hinaus und eine Wirksamkeit bis in die Gegenwart, wie sie in zahlreichen Verschwörungstheorien behauptet werden, sind in den Bereich des Mythos zu verweisen.

#### Orden der Gold- und Rosenkreuzer
Der Orden der Gold- und Rosenkreuzer war die erste moderne esoterische Geheimgesellschaft. Die Gold- und Rosenkreuzer waren antiaufklärerisch ausgerichtet, entstanden wahrscheinlich 1757 und beschäftigten sich mit Kabbalistik, Spiritismus und Esoterik. Sie stellten sich in die Tradition eines Ordens, der nach den Werken des (wahrscheinlich legendarischen) Christian Rosencreutz im Spätmittelalter bestanden haben soll, doch besteht hier keine Kontinuität. Der Orden der Gold- und Rosenkreuzer war der erste tatsächlich existierende ordensmäßige Zusammenschluss der den Namen Rosenkreuz trug. Der ideengeschichtlich in der deutschen Hochgradfreimaurerei verwurzelte Orden war vor allem im protestantischen Norddeutschland erfolgreich und erlangte in den 1780er Jahren erheblichen Einfluss in der deutschen Freimaurerei, wo er als entschiedener Gegner der Illuminaten auftrat. Der Orden erreichte in Preußen den Höhepunkt seines politischen Einflusses, als auf Einwirken der Minister Johann Wöllner und Bischhoffswerder der damalige Thronfolger und spätere König Friedrich Wilhelm II. Mitglied wurde. Nachdem Wöllner 1788 das Amt des Ministers der geistlichen Angelegenheiten angetreten hatte, übte er als Oberhauptdirektor der Gold- und Rosenkreuzer direkten politischen Einfluss aus, was etwa im Religionsedikt vom Juli 1788 zum Ausdruck kam. Nachdem immer mehr Mitglieder die oberen Grade erreichten und die ihnen durch unangemessene Propaganda versprochenen Wunderkräfte ausblieben, machte sich Enttäuschung breit. Mit der Wandlung der Ordenszwecke von einem mystischen zu einem politischen Geheimbund und durch die Überbetonung der zunehmend als überlebt erkannten Alchemie schlitterte der Orden immer tiefer die Krise. In Preußen kam der Orden vorübergehend zu Einfluss und wurde zur Bekämpfung aufklärerischer und revolutionärer Bestrebungen eingesetzt. 1800 wurde er in Preußen verboten.

### 19. Jahrhundert: Hochzeit der politischen Geheimbünde
Nach dem Sieg über Napoleon wurden in Italien, Spanien und Frankreich wieder die Bourbonen eingesetzt, die breite Bevölkerungsschichten gegen sich aufbrachten, weil sie Zug um Zug die Bürgerrechte und die Presse- und Meinungsfreiheit beschnitten. Behinderung und Verbot politischer Meinungsbildungsprozesse führten zu einer Politisierung der Geheimbünde, deren Ziel in der Verwirklichung der Gleichheit bestand. Es formierte sich seit den neunziger Jahren des 18. Jahrhunderts in Frankreich eine Strömung, die eine unübersehbare Zahl geheimer Gesellschaften hervorbrachte, die sich politischen Zielen verschrieben und als deren organisatorische Ikone der im Pariser Exil lebende Filippo Buonarroti galt.
Die Zeit von der Französischen Revolution bis zur Ausbildung regulärer politischer Parteien in der zweiten Hälfte des 19. Jahrhunderts gilt als die Hochzeit politischer Geheimbünde. Politik wurde bereits als etwas begriffen, das von Menschen gestaltbar war, gleichzeitig wurden aber politische Bestrebungen, die auf eine Änderung des jeweils herrschenden Regimes setzten, unterdrückt. Daher waren politische Oppositionsbewegungen gezwungen, sich konspirativ zu organisieren, was wiederum bei den Herrschenden die Furcht vor politischen Geheimbünden wachsen ließ. Nicht nur an Verschwörungen waren diese Jahre reich, sondern auch an Verschwörungstheorien, wie etwa über den angeblichen Fortbestand des eine Generation älteren Illuminatenordens.

#### Verschwörung der Gleichen
Die Geheimgesellschaft Verschwörung der Gleichen strebte 1795 einen Umsturz in Frankreich an, um den gesellschaftlichen Reichtum zugunsten der Unterschichten umzuverteilen. Buonarroti verbreitete die Ideen dieser Verschwörung und vor allem ihre Organisationsweise und wurde so sehr einflussreich, was verschiedene Geheimbünde der Restaurationszeit und des Risorgimento betrifft, etwa die Giovine Italia oder die Carbonari.

#### Carbonari und Les Amis de la Vérité
Nachdem der italienische Geheimbund der Carbonari eine Verfassung gegen den Bourbonen Ferdinand I. durchgesetzt hatte, kam es auch in Frankreich zu den ersten öffentlichen Protesten gegen die Bourbonen. Den Anstoß dazu gab die 1790 vom Schriftsteller Nicolas de Bonneville und von Abbé Fauchet gegründete Geheimorganisation Les Amis de la Vérité (Freunde der Wahrheit), auch genannt Cercle social (Solidarischer Kreis). Fauchet war Mitglied der Pariser Kommune und nahm zu Beginn der Revolution am Sturm auf die Bastille teil. Nach dem Attentat auf den französischen Thronfolger, den Herzog von Berry, wurden einige Mitglieder des Geheimbundes festgenommen, andere tauchten unter oder gingen nach Italien um die Carbonari zu unterstützen.

#### Deutscher Bund und Bund der Kommunisten
In Deutschland bildete sich 1810 unter Führung Friedrich Ludwig Jahns ein „Deutscher Bund“ ein kurzlebiger Geheimbund, der die Befreiung der deutschen Staaten von der napoleonischen Besatzung zum Ziel hatte. Der politische Geheimbund Junges Deutschland wurde im April 1834 in Bern von fünf Deutschen, darunter der Publizist Carl Theodor Barth, gegründet. Der Bund der Kommunisten wurde 1847 in London als Geheimbund gegründet. Er war eine revolutionär-sozialistische Vereinigung mit internationalem Anspruch, bestand bis 1852 und gilt als Keimzelle der späteren sozialistischen und kommunistischen Parteien der Welt und als Vorläuferorganisation der (1864 ebenfalls von Marx und Engels inspirierten) 'Internationalen Arbeiterassoziation' (IAA), heute oft „erste Internationale“ der Arbeiterbewegung genannt.

### Politische Geheimbünde im 20. Jahrhundert

#### Schwarze Hand
Die Schwarze Hand, auch „Ujedinjenje ili Smrt“ (Vereinigung oder Tod) genannt, war eine nationalistische serbische Geheimgesellschaft, deren Ursprünge auf Kreise im serbischen Offizierskorps zurückreichen und die auch mit terroristischen Mitteln für eine Vereinigung aller Serben in einem Nationalstaat Großserbien kämpfte, mit dem Ziel Bosnien und Herzegowina mit Serbien zu vereinen. Mitglieder der Schwarzen Hand und ihrer Vorgängerorganisation waren unter anderem an der Ermordung des serbischen Königs Aleksandar Obrenović und dessen Gattin sowie dem Attentat von Sarajevo beteiligt, das die Julikrise auslöste, die schließlich zum Ersten Weltkrieg führte.
Im unruhigen politischen Klima Europas kam der seit 1844 tätige Repeal-Club am 11. März 1848 in Prag zusammen (ein Geheimbund nach irischem Vorbild, der sich am Befreiungskampf der Iren gegen die Engländer orientierte), um die Bevölkerung aus ihrer Passivität heraustreten zu lassen.

#### Thule-Gesellschaft
Die völkisch-rassistische Thule-Gesellschaft ging 1918 in München, in der Endphase des Ersten Weltkrieges, aus der 1912 gegründeten deutschen Geheimgesellschaft Germanenorden hervor. Dieser durch die Ariosophie inspirierte, logenartige politische Geheimbund, der seinen Namen von der mythischen Nord-Insel Thule ableitete, fungierte als Dachverband alldeutscher, vaterländischer und völkischer Münchener Verbände und betrieb unter Federführung Sebottendorfs vor allem antisemitische Propaganda. Nach außen trat man als „Studiengruppe für germanisches Altertum“ auf, während man intern zu einem Hort kurioser okkult gefärbter, rechtsradikaler Ideen wurde und rassistische, antisemitische Gedanken und Runenmystik pflegte. Zu den rund 1.500 Mitgliedern, die Verbindungen zu weiten Teilen der bayerischen Gesellschaft unterhielten, gehörten Julius Streicher, Hans Frank, Alfred Rosenberg und Rudolf Heß, die später in der NSDAP Bedeutung erlangten. Über die Deutsche Arbeiterpartei hatte die Thule-Gesellschaft auch politische Einflussmöglichkeiten.

#### Propaganda Due (P2)
Die Propaganda Due war ursprünglich eine italienische irreguläre Freimaurerloge, die von 1877 bis 1981 tätig war. In den 1970er Jahren wurde die P2 unter Federführung von Licio Gelli zur Tarnung einer politischen Geheimorganisation zweckentfremdet. Nach dem Zusammenbruch der Banco Ambrosiano nach einem Verlust von 1,4 Milliarden US-Dollar, für den die P2 maßgeblich verantwortlich war, wurde die Loge enttarnt. In Gellis Haus wurden die Mitgliederlisten mit über 900 Namen und Pläne zur Änderung der italienischen Verfassung, zur Unterdrückung der Gewerkschaften und zur Gleichschaltung der Medien entdeckt. An der P2-Verschwörung waren Militärs, Parlamentarier, Großindustrielle, mehrere Minister (darunter der spätere Ministerpräsident Silvio Berlusconi), 19 Richter und 58 Universitätsprofessoren beteiligt. Gerichtliche Untersuchungen kamen zu dem Ergebnis, dass der Geheimbund einen Staatsstreich geplant hatte. Das zentrale Führungspersonal der italienischen Geheimdienste wurde als Teil des konspirativen P2-Netzwerks entlassen. Die P2 wurde 1982 aufgelöst und verboten.

### Moderne esoterische Geheimgesellschaften
Der deutschsprachige Teil Mitteleuropas bildete den Nährboden für diverse okkulte Untergrundbewegungen, die darauf bedacht waren, nicht viel Aufsehen zu erregen. Darunter waren vom 17. bis zum 19. Jahrhundert auch mehrere Geheimgesellschaften, die sich mit den Lehren der Rosenkreuzer, der Theosophie und der Alchemie beschäftigten. Einige dieser neureligiösen Geheimgesellschaften werden seit dem frühen 20. Jahrhundert auch im rechtsextremistischen Milieu rezipiert, mit dem ideologische und personelle Schnittmengen bestehen. Zu ihnen zählt der Historiker Helmut Reinalter die Rosenkreuzer, arische Zirkel, theosophische und anthroposophische Gesellschaften und die Thule-Gesellschaft.

#### Golden Dawn
Der Hermetic Order of the Golden Dawn (GD) war eine 1888 von Mitgliedern der englischen Großloge und der SRIA gegründete Geheimgesellschaft, die kurzzeitig eine erhebliche kulturelle Bedeutung besaß. Der GD machte die zeremonielle Magie gesellschaftsfähig. Durch Werbung in der Zeitschrift Lucifer schlossen sich bis 1892 bereits 150 Mitglieder an, die in die Praxis der Magie zwecks Transformation eindringen wollten, um sich auf die offerierte Unsterblichkeit vorzubereiten. Dazu wurde der geheime innere Orden Ordo Rosae Rubeae et Aureae Crucis gegründet, in dem das praktisch-magische Element zentral stand. Im Rahmen der Initiationsrituale hatten die Mitglieder Kenntnisse alchimistischer, astrologischer, kabbalistischer, rosenkreuzerischer Überlieferungen nachzuweisen. Elaborierte Meditationstechniken wurden mit Symboltraditionen kombiniert, um in transzendenten Zuständen Zugang zum Unbewussten zu erschließen. Ab 1891 wurden magische Gruppenrituale praktiziert. 1898 trat Crowley bei, dem man allerdings den Eintritt in den inneren Orden verwehrte. Das prominente Mitglied William Butler Yeats wechselte nach den folgenden Streitigkeiten, die zum Zerfall des Ordens führten, in den spiritistischen Ableger Stella Matutina.

#### Ordo Templi Orientis
Etwa 1896 wurde der Ordo Templi Orientis (OTO) gegründet, dessen System Carl Kellner entwickelte. Zwischen 1896 und 1904 begann Kellner die Zusammenarbeit mit Franz Hartmann, Heinrich Klein und Theodor Reuß, die Kontakte zur progressiv-utopischen Untergrundkolonie Monte Verità in der Schweiz unterhielten. Nach der 1912 von Reuß autorisierten Neugründung wurde der OTO auch öffentlich bekannter. Gemäß § 4 des „Manifest des OTO“ wurden hermetische Wissenschaft oder verborgenes Wissen gelehrt. Das Geheimnis des OTO ist die Praxis der Sexualmagie und Sexualmystik. Zu einer Neuausrichtung des OTO kam es ab 1922 durch den von Reuß zum Nachfolger bestimmten Aleister Crowley.

#### Weltbund der Illuminaten
Theodor Reuß gründete Ende des 19. Jahrhunderts einen „Illuminatenorden“ (IO), um mit dem „modernen“ Rosenkreuzertum an den gleichnamigen radikalaufklärerischen Orden des 18. Jahrhunderts anzuknüpfen. Die ideologische Widersprüchlichkeit zwischen Weishaupts Illuminaten und Reuß’ Rosenkreuzertum und Illuminismus hat Reuß dabei entweder nicht verstanden oder ignoriert. Zwecks Legitimation der Ordensgründung verwies Reuß auf ein in seinem Besitz befindliches Patent, das angeblich von einem Hochgradmaurer im 18. Grad des Memphis-Ritus bzw. im 46. Grad des Misraim-Ritus namens Louis Gabriel stammte, der es bei einem Besuch am 19. November 1786 von Adam Weishaupt in Regensburg persönlich erhalten habe. Nach diesem Patent sei der jeweilige Inhaber befugt, „Schottische Logen“ zu gründen. Leopold Engel trat dem IO am 9. November 1896 bei und verfasste dessen „Geschichte“. Kurz darauf kam es zum Zerwürfnis mit Reuß, weil er die Echtheit des Patents von Lebauche anzweifelte. Engel gründete deshalb 1897 zunächst einen eigenen IO, der sich jedoch von 1899 bis 1901 mit dem IO Reuß’scher Prägung vorübergehend wiedervereinte. Als Engel Reuß’ Behauptungen über seine Legitimation zur Ordensgründung als Schwindel titulierte, kam es am 3. Juli 1901 zur endgültigen Trennung der beiden Orden.
Lehrplan und Organisationsstruktur wurden von Engel neu entwickelt. Führende Mitglieder waren Franz Hartmann, Arnold Krumm-Heller, Julius Meyer, Herbert Fritsche, Karl Germer und andere. Engels IO wurde 1924 aus dem Vereinsregister Dresden gelöscht. 1927 versuchte er mit dem „Weltbund der Illuminaten“ ein Comeback. 1936 wurde der Orden von den Nationalsozialisten verboten. Nach dem Zweiten Weltkrieg erfolgte in Zürich eine Neugründung unter dem Namen „Weltbund der Illuminaten“, der auch unter den Namen O.T.O., GKK, Kompturei Thelema und Fraternitas Rosicruciana Antiqua firmierte.

#### Rosenkreuzer
„Die Rosenkreuzer“ sind besonders als Geheimbund in die Geschichte eingegangen, haben jedoch nie existiert und sind eine literarische Fiktion zweier politischer Programmschriften (Fama und Confessio) und einer romanhaften Allegorie (Chymische Hochzeit). Ab dem 18. Jahrhundert entwickelten sich mehrere „Rosenkreuzer“-Bewegungen, die die Manifeste der Rosenkreuzer in jeweils eigener Weise interpretierten. Die aktiven geheimbündlerisch organisierten, mit mehr oder weniger ausgeprägter Arkandisziplin strukturierten Gruppen der Gegenwart neigen sehr zur Legendenbildung bezüglich ihrer angeblichen Abstammungslinien, wobei Dichtung und Wahrheit so unlösbar verbunden sind, dass auch durch deren durch esoterische Sichtweisen veränderte Realitätskriterien die Darstellung und Ermittlung historischer Fakten erschwert wird. 1907 entwickelte Rudolf Steiner, nachdem er eine Gründungsurkunde vom OTO erhalten hatte, ein Rosenkreuzertum, das den Anspruch erhob, eine esoterische Version des Christentums zu sein. Steiner vertrat die Ansicht, dass die fiktive Romanfigur Christian Rosencreutz leibhaftig existiert habe und als großer Meister seiner verborgenen Bruderschaft seinen Lieblingsschüler Buddha auf den Mars geschickt habe, wo er den Planeten wiederbelebte, wie es analog Christus mit der Erde getan habe. Max Heindel nahm an Steiners geheimen Vorlesungen teil und gründete 1909 die Rosicrucian Fellowship. Daraufhin beschuldigte ihn Steiner als Plagiator, der als sein Geheimschüler seinen Eid gegenüber Steiners Esoterischer Sektion gebrochen habe. 1915 entstand der AMORC. Eine gnostische Richtung verkörpert das Lectorium Rosicrucianum.

### Kriminelle Geheimgesellschaften
Zu den kriminellen und politischen Geheimgesellschaften mit verschiedenen Zielrichtungen zählen die Carbonari, die Charbonnerie, die Kalderari, die spanischen Comuneros, die irländischen Fenier, die Irische Republikanische Bruderschaft, die chinesischen Boxer, der Ku Klux Klan, die Triaden, Yakuza, Mafia, Camorra und der Propaganda Due. An diesem Ende der Skala ist der Übergang zu terroristischen Gruppierungen fließend.

#### Thuggee
Die Thuggee waren eine seit dem 12. Jahrhundert in Indien geheimbündlerisch organisierte Kaste von Raubmördern. Die durch die Verehrung der blutdürstigen Göttin Kali religiös motivierte Mörder- und Straßenräuber-Bruderschaft wurde in den 1830er und 1840er Jahren durch die Britische Kolonialmacht zerschlagen. Die Anzahl der von den Thuggee verübten Morde wurde bislang von keiner anderen kriminellen Gruppierung erreicht. Im Laufe ihrer jahrhundertelangen Geschichte wird von Opferzahlen zwischen 50.000 und zwei Millionen (Guinness-Buch der Rekorde) ausgegangen.

#### Mafia
Die Mafia ist ursprünglich ein Geheimbund mit Wurzeln im Sizilien des 19. Jahrhunderts, der heute auch als Cosa Nostra bezeichnet wird und zu einem Synonym organisierter Kriminalität geworden ist. Erst in den 1990er Jahren konnten die später von der Mafia ermordeten Richter Giovanni Falcone und Paolo Borsellino die inneren Strukturen der weltweit operierenden sogenannten „Familien“ der Cosa Nostra aufdecken. Kennzeichen der in vieler Hinsicht altertümlich-paternalistischen Geheimbundstruktur der zuweilen vernetzten mafiosen „Familien“, bei denen die leibliche Verwandtschaft nicht vorrangig ist, sind streng hierarchische, patriarchale Verbände, deren Mitglieder einen festen Verhaltens- und Ehrenkodex zu befolgen haben. Die Nichteinhaltung dieses Kodex, zu der die Schweigepflicht der Mitglieder (Omertà) gehört, wird mit disziplinarischen Maßnahmen bis hin zum Tod bestraft.

#### Triaden
Zu den berühmtesten Formen der asiatischen organisierten, bandenartigen Kriminalität zählen die chinesischen Triaden, deren Wurzeln bis in die Mandschu-Dynastie zurückreichen und die mit der Mafia nur entfernt vergleichbar sind. Eine Gemeinsamkeit von Triaden und Mafia ist das gemeinsame Bedürfnis, Initiationen und geheime Rituale durchzuführen, die auch für andere kriminelle Geheimgesellschaften typisch sind.

#### Yakuza
Die strikt hierarchisch organisierten japanischen Yakuza haben ähnlich wie die chinesischen Triaden eine einige Jahrhunderte zurückreichende Vorgeschichte. Die Yakuza besitzen eine innere Struktur, die ähnlich wie die Mafia gemäß einer Familienmetaphorik organisiert ist. Dabei haben sich die Mitglieder gegenüber einem die absolute Autorität besitzenden Oyabun (jap. Vater) zu striktem Gehorsam zu verpflichten und Loyalität bis in den Tod zu schwören. Aufnahmerituale werden in traditioneller Bekleidung durchgeführt und zur Kommunikation werden überlieferte Chiffren verwendet. Die kriminellen Aktivitäten der Yakuza umfassen Prostitution, Glücksspiel, Schutzgelderpressung, illegale Geldgeschäfte und Geldwäsche in exorbitantem Ausmaß. Mit Europa wird ein florierender Amphetamin-Handel unterhalten.

#### Ku-Klux-Klan

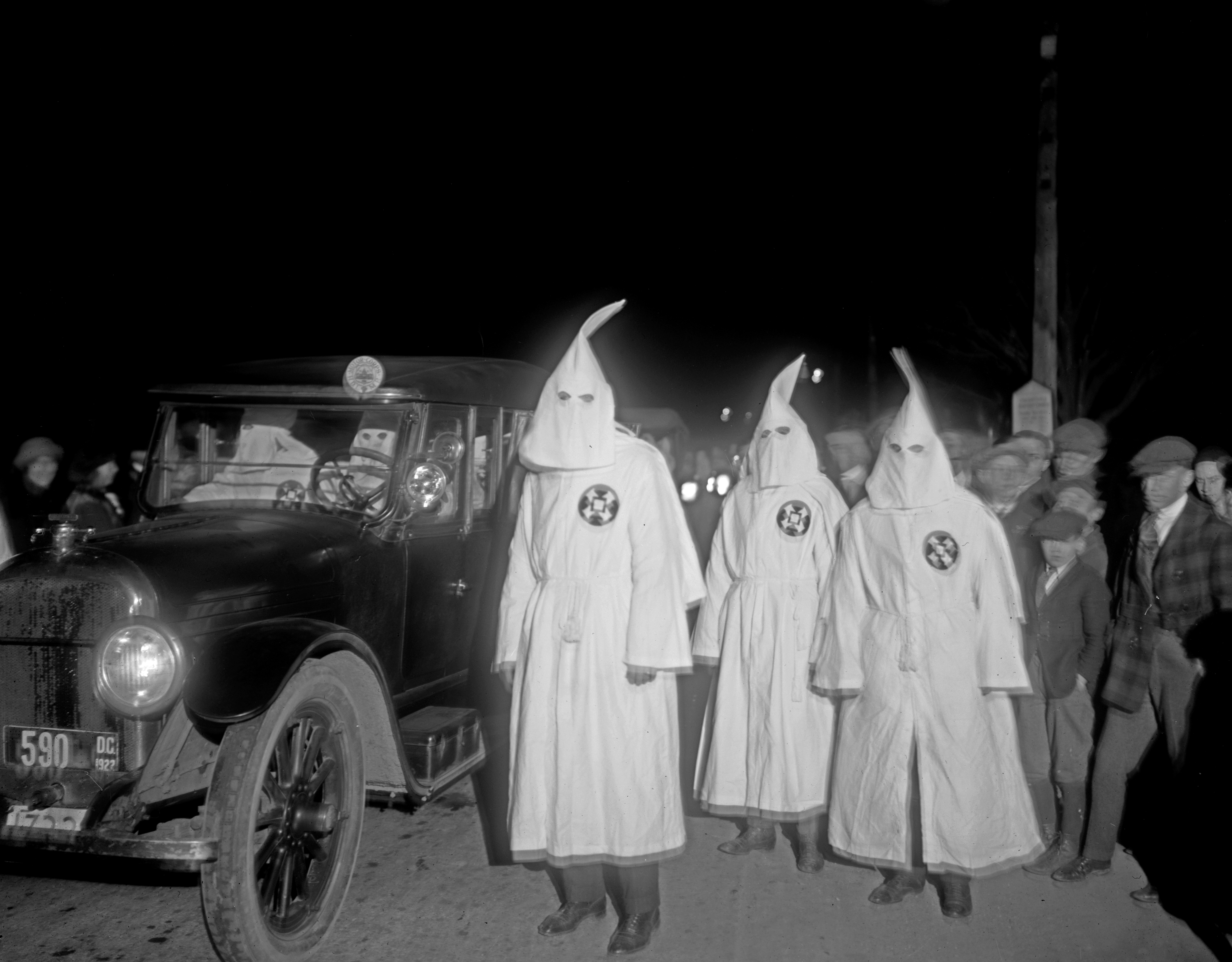
Drei Ku-Klux-Klan-Mitglieder bei einer Parade 1922

Der Name Ku-Klux-Klan (KKK) bezeichnet zwei rassistische terroristische Organisationen im Süden der USA. Der erste K.K.K. wurde 1866 in Pulaski (Tennessee) als Geheimbund weißer Farmer gegründet, die für eine Aufrechterhaltung der kolonialen Lebensreform in den Südstaaten kämpften. Ihr insbesondere gegen emanzipierte Schwarze und radikale Republikaner gerichteter Aktionismus bestand u. a. aus Brandstiftungen, Auspeitschungen und Fememorden. Die wenige Jahre später aufgelöste Gruppe war durch einen hierarchischen Aufbau, Rituale, das symbolische Flammenkreuz und eine Tracht aus weißen Kutten und spitzen Kapuzen gekennzeichnet.
Ein zweiter KKK wurde 1915 bei Atlanta als nativistische Massenorganisation mit bis zu vier Millionen Mitgliedern (1924) gegründet, dessen Aktionsradius über die Südstaaten hinausging. In den 1920er Jahren übte dieser KKK immensen politischen Einfluss aus. Im Mittelpunkt stand die Verfolgung rassischer, religiöser und ethnischer Minderheiten (Schwarze, Juden, Katholiken, Iren), aber auch Intellektueller und Gegner der Prohibition. Wegen Nazibeziehungen einiger KKK-Anführer ging die Mitgliederzahl während der Weltwirtschaftskrise drastisch zurück. Seit 1928 agierte der KKK nicht mehr als Geheimbund und versuchte die Durchsetzung der Bürgerrechtsgesetze im Süden mit Gewalt zu unterlaufen. Die gegenwärtigen militanten etwa 150 Restgruppen zählen einige tausend Mitglieder, die sich teilweise mit rechtsextremen Neonazi-Organisationen verbündet haben.

### Geheimbünde in anderen Kulturen
Geheimgesellschaften finden sich auch bei vielen anderen Völkern in den unterschiedlichsten Ausprägungen. Für die Geschichte der ostasiatischen Hochkulturen sind das etwa die Gelaohui und Highbinder bei den Chinesen und die Shishi in Japan. Im Kulturraum Ozeanien kamen früher etliche Geheimbünde vor, so die Arioi in Polynesien oder diverse Bünde in den traditionellen Religionen Melanesiens. Hier ist besonders der Duk-Duk-Bund der Tolai-Papua Neuguineas bekannt. Ebenfalls bei den schwarzafrikanischen Ethnien spielen spirituell motivierte Geheimorganisationen seit jeher eine wichtige Rolle. Das gilt zum Beispiel für die Leopardenmenschen, die Nyau in Südostafrika und die Poro in Westafrika. Die Abakuá sind ein Beispiel für Geheimbünde unter afrikanischen Sklaven. Schließlich finden sich auch unter einigen nordamerikanischen Stämmen zahlreiche Geheimgesellschaften, die zum Teil heute noch Bestand haben. Das gilt etwa für die Medizinbünde der Irokesen, den Midewiwin-Bund der Anishinabe und benachbarter Algonkin-Stämme, sowie für die Patowa-Geheimbünde der Pueblo-Kulturen.

## Rechtsprechung
Im deutschen Strafgesetz wurden Delikte mit dem Straftatbestand der Geheimbündelei, namentlich der Teilnahme an einer Verbindung, deren Dasein, Verfassung oder Zweck vor der Staatsregierung geheim gehalten werden sollte oder in der gegen unbekannte Obere Gehorsam oder gegen bekannte Obere unbedingter Gehorsam versprochen werden musste, gemäß § 128 StGB bis 1968 strafrechtlich verfolgt. So konnten Mitglieder eines Geheimbundes mit Gefängnis bis zu sechs Monaten und Stifter und Vorsteher der Verbindung mit Gefängnis von einem Monat bis zu einem Jahr bestraft werden.
Da nach dem Skandal um die Propaganda Due eine Anklage wegen Verschwörung gegen den Staat fallen gelassen werden musste und es nur selten gelang, die individuelle Beteiligung von Mitgliedern an bestimmten Vorgängen des Geheimbundes P2 zu beweisen, beschäftigt sich die italienische Legislative mit Möglichkeiten, die Machtentfaltung von Geheimgesellschaften in Zukunft zu unterbinden.
Im Steuerrecht wird einer Freimaurerloge trotz satzungsmäßiger „Förderung der Allgemeinheit“ regelmäßig die Anerkennung als gemeinnützige Körperschaft versagt, „da sie nur Männer als Mitglieder aufnimmt und nur diesen das Erlebnis des Rituals in den Tempelarbeiten offen (steht).“